# Trofeo Anita Garibaldi
Il trofeo Anita Garibaldi (in francese Trophée Anita-Garibaldi) è un premio annualmente in palio tra le nazionali di rugby a 15 femminile di Francia e Italia; istituito nel 2017, è il corrispettivo femminile del trofeo Giuseppe Garibaldi, in palio tra le formazioni maschili dei due Paesi.
Come in occasione di quello maschile, il trofeo è messo in palio ogni volta che il calendario del Sei Nazioni mette di fronte Francia e Italia.

## Storia
Il trofeo nacque per iniziativa di Salvatore Salerno, collezionista d'arte di Reggio Emilia, d'intesa con la Federazione Italiana Rugby che intendeva istituire un riconoscimento analogo a quello già in palio da un decennio tra le nazionali maschili di Francia e Italia; Salerno commissionò allo scultore calabrese Salvatore Abbate una scultura in omaggio ad Anita Garibaldi; l'opera, realizzata in legno d'ulivo, è scolpita secondo le nodosità del tronco originario ed è una stilizzazione della Vittoria, con due ali a simboleggiarla.
Presentato a Parma in occasione dell'incontro del Sei Nazioni femminile 2017 tra Francia e Italia che si tenne al locale stadio Sergio Lanfranchi, fu vinto dalla nazionale transalpina, che batté le locali per 28-5 divenendone quindi prima detentrice.
Il primo passaggio di mano del trofeo è dell'ultima giornata del torneo 2019, che registrò la vittoria italiana a Padova per 31-12, incontro che valse anche il secondo posto delle Azzurre nella graduatoria finale.

## Palmarès
| Anno | Città    | Risultato              | Vincitrice |
| ---- | -------- | ---------------------- | ---------- |
| 2017 | Parma    | Italia — Francia 5-28  | Francia    |
| 2018 | Bastia   | Francia — Italia 57-0  | Francia    |
| 2019 | Padova   | Italia — Francia 31-12 | Italia     |
| 2020 | Limoges  | Francia — Italia 45-10 | Francia    |
| 2021 | n/a      | n/d                    | n/a        |
| 2022 | Grenoble | Francia — Italia 39-6  | Francia    |
| 2023 | Parma    | Italia — Francia 12-22 | Francia    |
| 2024 | Parigi   | Francia — Italia 38-15 | Francia    |
| 2025 | Parma    | Italia — Francia 21-34 | Francia    |

### Vittorie per trofeo
| Squadra | Vittorie | Edizioni                                 |
| ------- | -------- | ---------------------------------------- |
| Francia | 7        | 2017, 2018, 2020, 2022, 2023, 2024, 2025 |
| Italia  | 1        | 2019                                     |